# Turbulence atmosphérique
Pour les articles homonymes, voir Turbulence (homonymie).
Une turbulence atmosphérique est, en aéronautique, tout événement, banal ou moins habituel, intervenant en un point de l'atmosphère traversée par un aéronef et affectant brutalement la régularité de son déplacement. Il peut s'agir d'une zone de cisaillement des vents ou d'une zone soumise à des ascendances et descendances. Un passager ou un pilote considère que l'air est turbulent quand son confort est perturbé par des secousses, mais cette appréciation peut ne pas être en concordance avec cette définition de la turbulence comme la variation moyenne de la vitesse de l'air à un point donné. Ainsi, dans le cas d'ondes orographiques ou à l'avant de cumulonimbus, l'écoulement de l'air peut être parfaitement laminaire, mais le pilote de l'avion considère cette situation comme une turbulence puisqu'il lui est impossible de maintenir l'altitude désirée en s'opposant au mouvement ascensionnel de l'air.

## Situation du pilote d'avion à moteur

### Définition de laFAA
En aéronautique, la turbulence se traduit par des mouvements erratiques de l'aéronef. La turbulence peut être, légère, modérée, forte ou extrême.
1. La turbulence est qualifiée de légère lorsque l'aéronef est soumis à de petits changements aléatoires, d'assiette, d'inclinaison ou de cap. Les passagers d'un avion de ligne peuvent continuer à se déplacer.
2. La turbulence est qualifiée de modérée lorsqu'elle engendre des changements d'assiette, d'inclinaison ou de cap plus importants. La vitesse air est aussi affectée. Les déplacements des passagers d'avions de ligne deviennent problématiques.
3. La turbulence est qualifiée de sévère lorsque l'aéronef est soumis à des changements brusques d'attitude ou d'altitude. L'aéronef peut temporairement échapper au contrôle du pilote. De plus, le déplacement dans la cabine d'un avion de ligne est impossible. Cette définition de turbulence sévère inclut les changements d'altitude liés aux ondes orographiques qui peuvent être parfaitement laminaires. Un pilote aux instruments considérera ces ondes comme des « turbulences sévères » car il ne pourra pas maintenir l'altitude qui lui a été assignée[2]. Toutefois, un vélivole rejettera cette définition, car il maîtrisera parfaitement son planeur dans une ascendance puissante et laminaire.
4. La turbulence est qualifiée d'extrême lorsque l'avion échappe au contrôle de son pilote. Ce type de turbulence peut engendrer une rupture de l'aéronef.

### Définition quantitative
Il est très difficile de quantifier la notion de turbulence comme les références le montrent clairement. En effet, le ressenti de la turbulence dépend de nombreux facteurs comme le type d'aéronef, les conditions météorologiques et d'autres.
Soit e l' « énergie cinétique » normalisée moyenne d'un tourbillon (en m2/s2). Soit ε le taux de dissipation de e exprimé en m2/s3. La turbulence est définie comme étant {\displaystyle \epsilon ^{1 \over 3}}. L'unité de la turbulence est le m⅔/s.
La définition des seuils de turbulence varie significativement d'une source à l'autre. Elle dépend aussi de la masse de l'aéronef. D'après le gouvernement américain, les seuils de turbulence légère, modérée, sévère et extrême pour un aéronef léger sont respectivement de 0,13 ; 0,16 ; 0,36 et 0,64 m⅔.
Originellement, Paul MacCready estima les seuils de turbulence étant de 0,03 ; 0,07 ; 0,16 et 0,38 m⅔.
Cook a défini les seuils de turbulence (légère, modérée, sévère, extrême) exprimée en écart-type de vitesse verticale comme suit : 3, 6, 12 24 pieds/s.
Ces chiffres sont vaguement cohérents avec les critères de l'OACI.
Il y a un facteur 2 entre les seuils de MacCready et les seuils actuels. Ceci est dû au fait que les longueurs de référence étaient sensiblement différentes. En effet, la variance des rafales verticales s'exprime comme suit :
{\displaystyle \sigma _{w}^{2}={9 \over 55}{\Gamma \left({1 \over 3}\right) \over \Gamma \left({5 \over 6}\right)}{\sqrt {\pi }}\alpha \epsilon _{w}^{2 \over 3}L^{2 \over 3}}
avec α = 1.6 et L étant une longueur caractéristique correspondant à la taille maximale des vortex. La détermination de L est délicate.
On remarque qu'en première approximation, on a :
{\displaystyle \sigma _{w}^{2}\approx \epsilon _{w}^{2 \over 3}L^{2 \over 3}}
Donc,
{\displaystyle \sigma _{w}\approx \epsilon _{w}^{1 \over 3}L^{1 \over 3}}
Sharman a considéré des longueurs caractéristiques entre 500 et 1500 mètres. Si l'on considère une longueur caractéristique de 1000 mètres, alors σw peut directement être converti en décamètres par seconde à partir de ε⅓. Soit τ le temps caractéristique de l'aéronef défini par :
{\displaystyle \tau ={m \over \pi \rho SV}}
- m est la masse de l'aéronef ;
- ρ est la masse volumique de l'air ;
- S est la surface alaire ;
- V est la vitesse de l'aéronef.

L'écart-type concernant l'accélération verticale instantanée sera :
{\displaystyle \sigma _{a}={\sigma _{v} \over \tau }}
Pour un planeur, l'on a {\displaystyle \tau \approx 0.25}.
Si l'on considère une marge de sécurité de 2.5 σ et si l'on suppose que le planeur se brisera à 6 G, la variance maximale admissible  pour σw est de 6 m/s environ soit {\displaystyle \epsilon ^{1 \over 3}=0.6} m⅔/s.

### La turbulence et la vorticité

Flux laminaire en haut et turbulent en bas

Soit v le champ des vitesses, on appelle vorticité en un point la quantité suivante :
{\displaystyle {\vec {\eta }}={\vec {\nabla }}\times {\vec {v}}}
Cette quantité décrit le mouvement tourbillonnaire de l'air. Ainsi, plus la vorticité est grande, plus forte sera l'intensité de la turbulence ressentie comme expliqué ci-dessous.

### Violence de la turbulence en fonction de la vitesse de l'aéronef
Pour faire bref, toute condition aérologique engendrant des courants ascendants utilisable par un pilote de planeur sera appelée turbulence par un pilote d'avion à moteur car ce dernier ne pourra (ou ne voudra) pas exploiter ces courants ascendants. Qui plus est, plus l'aéronef volera vite, plus il sera soumis à des facteurs de charge importants qui sont estimés dans ce qui suit. Soit d la distance entre un courant ascendant de vitesse verticale w et un courant descendant de vitesse verticale -w et soit u la vitesse de l'aéronef. L'accélération moyenne a subie par cet avion sera :
{\displaystyle a={2wu \over d}}
On considère une ascendance thermique assez forte où w = 5 m/s, u = 125 m/s (vitesse maximale autorisée jusqu'à 10 000 pieds) et d = 100 m (distance moyenne entre l'ascendance et la descendance). On obtient alors a = 12,5 m/s2 ce qui est supérieur à l'accélération de la gravité (10 m/s2). Le passager ou le pilote de cet aéronef qualifiera cette turbulence de sévère. Toutefois, un pilote de planeur volant à 20 m/s, subira une accélération de 2 m/s2 et qualifiera cette turbulence de légère. De plus ce pilote centrera correctement cette colonne ascendante et se retrouvera dans le noyau laminaire de l'ascendance et ne sera pratiquement plus soumis à une quelconque turbulence.
De manière équivalente, si u est la vitesse de l'aéronef et {\displaystyle \eta } est la vorticité, le facteur de charge sera :
{\displaystyle a=g+{\eta u \over 2}}
ce qui signifie que plus l'avion vole vite et plus la vorticité est grande, plus violente sera la turbulence ressentie.

## Facteurs météorologiques des turbulences

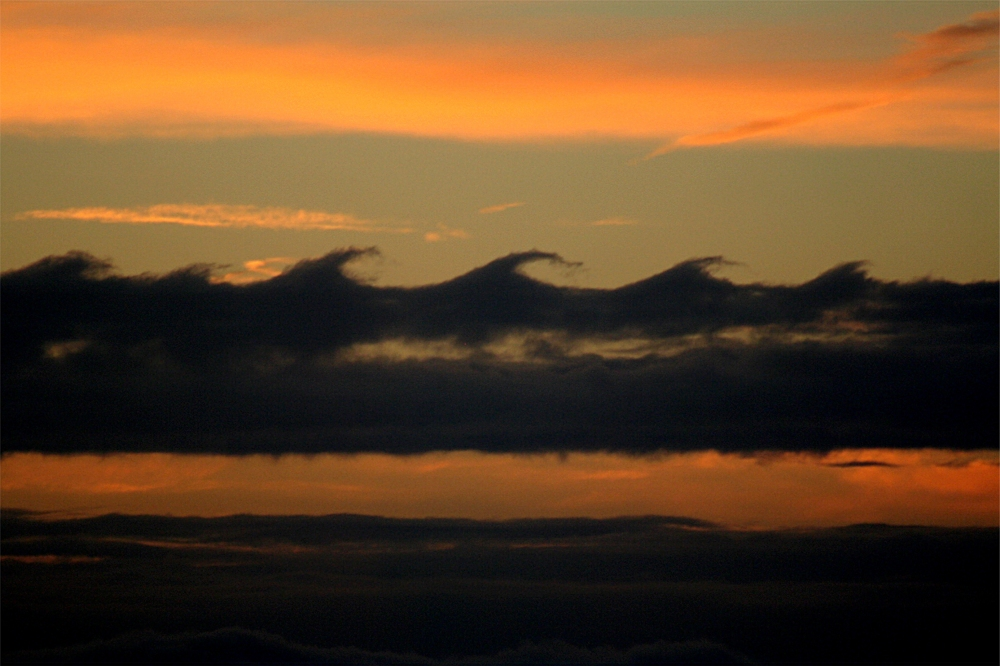
Onde de Kelvin Helmholtz au sommet des nuages dans le ciel de San Francisco

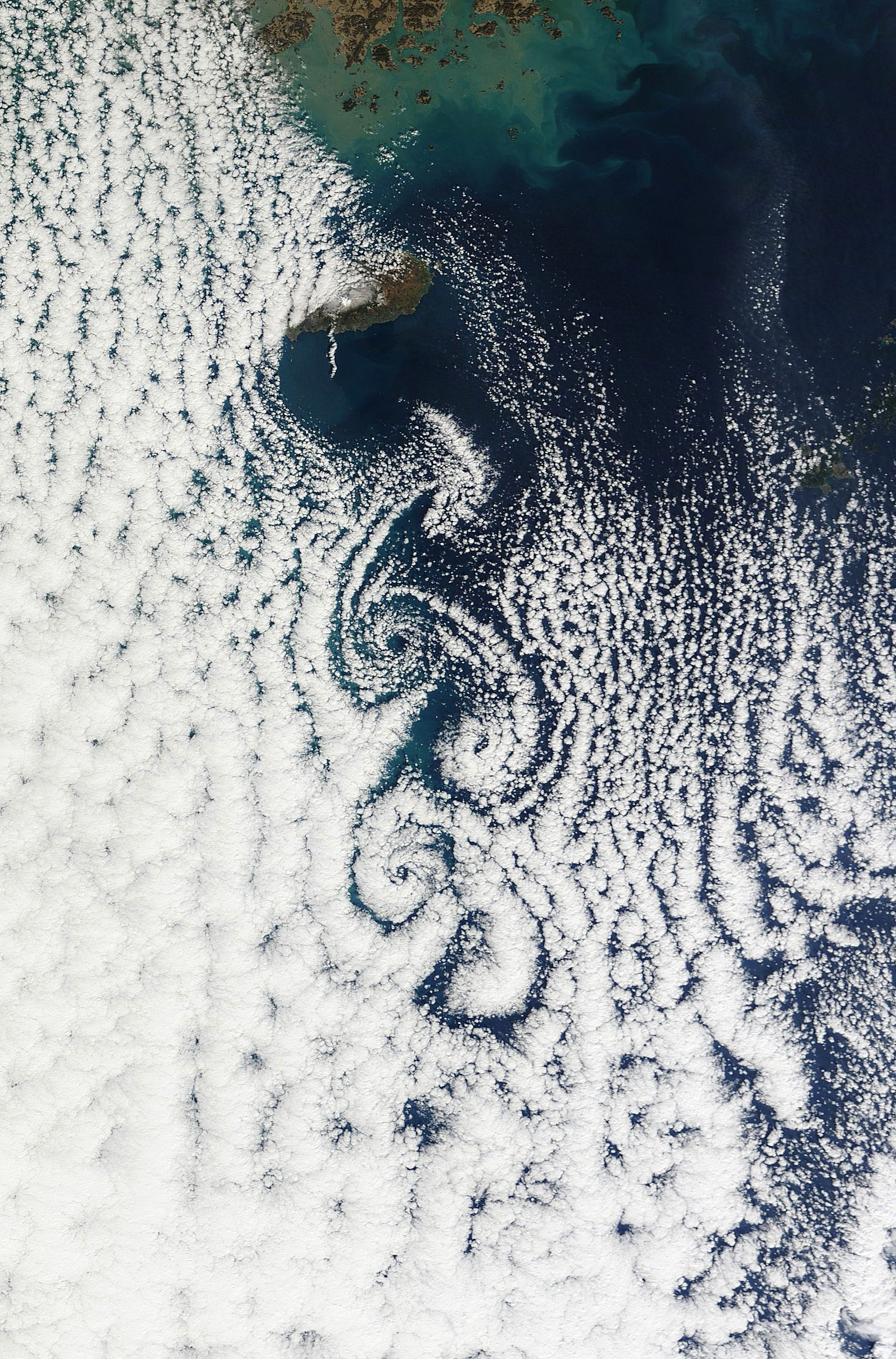
Nuages montrant la présence d’allée de tourbillons de Karman

Comme il a été vu plus haut toute situation engendrant des ascendances utilisables par les vélivoles engendrera des « turbulences » pour le pilote d'avion à moteur. Les principaux types d'ascendances sont les suivants :
Les ascendances thermiques  se produisent à basse altitude sous les cumulus de beau temps. Lorsque l'avion de ligne volera au-dessus de la couche d'inversion, l'air sera en général laminaire.
Les rotors se produisent en aval d'une chaîne de montagne par vent fort. Ils sont associés à des ondes orographiques. Ils sont clairement un danger pour les avions de ligne et dans le cas de rotors de type II associés à un ressaut hydraulique, ils peuvent aussi être un danger pour les planeurs. Ces rotors extrêmement violents ont par le passé brisé des planeurs.
Les ondes orographiques sont laminaires, mais ont appelées improprement « turbulences » par les pilotes volant aux instruments car ces derniers ne peuvent maintenir leur altitude.
Dans le cas de vols, dans ou sous un cumulonimbus, les puissants courants ascendants seront appelés turbulences par les pilotes d'avion car même si les ascendances sont laminaires comme à l'avant du nuage.
le pilote sera incapable de maintenir l'altitude qui lui est assignée. De plus, la partie haute des cumulonimbus est soumise à des turbulences réelles qui peuvent être sévères voire extrêmes dans le cas d'un orage supercellulaire. En effet, la vapeur d'eau dans masse d'air en ascension subit un double changement de phase de l'état vapeur à l'état liquide puis de l'état liquide  vers l'état solide ce qui entraîne une libération considérable de chaleur latente qui accélère la vitesse verticale de la masse d'air et par conséquent sa turbulence.
De manière générale, lorsque l'aéronef traverse une zone de cisaillement séparant deux masses d'air, engendrant une instabilité de Kelvin-Helmholtz, il sera soumis à des turbulences brèves mais sévères. Le cas le plus courant est le front de rafales séparant la colonne ascendante et descendante lors d'un orage. Une instabilité de Kelvin-Helmohltz peut aussi se produire dans la zone de transition entre un rotor et la partie laminaire d'une onde orographique. Finalement, des turbulences sévères peuvent être rencontrées au niveau d'une inversion de température qui sépare une masse d'air calme au niveau du sol et un courant jet de bas niveau au-dessus de la couche d'inversion.

## Effets de la vitesse du vent
La turbulence est l'écart-type σ de la vitesse de l'air en un point donné. À la suite de mesures qui ont été effectuées, il a démontré qu'en présence d'un courant-jet de bas niveau, on a approximativement,
{\displaystyle \sigma ={1 \over 20}u}
où u est la vitesse horizontale moyenne de l'air.
L'énergie cinétique turbulente (en anglais Turbulent Kinetic Energy ou TKE) peut être définie comme étant :
{\displaystyle TKE={1 \over 2}\sigma ^{2}}
En supposant que la turbulence σ est proportionnelle à la vitesse du vent u, alors l'énergie cinétique de la turbulence est proportionnelle à u2 et donc l'intensité de la turbulence sera proportionnelle au carré de la vitesse du vent.

## Turbulence en air clair

### Conséquences pour l'aviation commerciale
La turbulence en air clair est la présence de turbulences atmosphériques en l'absence de nuages ; cette notion de turbulence en air clair concerne principalement les pilotes d'avions de ligne. Cette expression est dérivée de l'anglais (clear air turbulence), plus correctement on devrait dire turbulence sans indications visuelles. Cette turbulence peut correspondre à une instabilité de Kelvin-Helmholtz provenant du cisaillement entre deux masses d'air se déplaçant à des vitesses différentes.
La haute troposphère à des altitudes comprises entre 7 000 et 12 000 mètres est la zone la plus à risques. Dans cette fourchette d'altitude, la turbulence en air clair se rencontre le plus fréquemment à proximité de courants-jets. À basse altitude, la prétendue « turbulence en air clair » peut simplement correspondre à des ondes orographiques (qui sont laminaires) ou à des rotors comme il a été expliqué plus haut.
La turbulence en air clair peut dégrader le confort des passagers et, rarement, mettre en péril l'aéronef.

### Détection

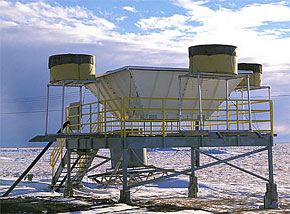
Profileur de vents

La turbulence sans indication visuelle par définition ne peut pas être détectée visuellement. Toutefois, un pilote d'avion de ligne qui est aussi pilote de planeur saura reconnaître les nuages lenticulaires qui peuvent être extrêmement discrets mais qui marquent la présence d'ondes de gravité. Ce même pilote pourra aussi reconnaître des nuages de rotors à plusieurs dizaines de milliers de pieds sous son appareil qui traduisent la présence d'ondes orographiques.
Ces turbulences en air clair sont difficiles à détecter à l'aide d'un radar météorologique classique, au sol ou aéroporté, ne mesurant que la réflectivité car il nécessite des précipitations pour obtenir des échos.
Cependant, les radars modernes utilisent l’effet Doppler-Fizeau pour noter à courte portée le déplacement de fines particules ou d'insectes pour estimer le vent. En particulier, certains radars d'aéroport sont utilisés pour repérer la turbulence à bas niveau. Ils balayent très lentement l'horizon et utilisent l'effet Doppler.
Ces turbulences peuvent également être détectées par des radars spécialisés appelés profileur de vents qui pointent verticalement et utilisent la diffraction de Bragg pour détecter la variation de densité de l'air due aux turbulences. Ils sont aussi utilisés dans certains aéroports. Finalement, d'autres instruments optiques comme des scintillomètres, des interféromètres à N fentes et des sodars sont également utilisés pour  mesurer le déplacement des particules d'air par l’effet Doppler.
Bien que les altitudes proches de la tropopause soient en général libres de nuages (sauf en présence de cumulonimbus), les cirrus qui se forment peuvent traduire une instabilité de Kelvin-Helmholtz associée par exemple à des
courants-jets. Des cirrus uncinus alignés perpendiculairement au courant jet peuvent trahir la présence de turbulences en air clair. En particulier, si les terminaisons des alignements de cirrus montrent des signes de dispersion, la direction dans laquelle les cirrus se dispersent peut indiquer de quel côté du courant jet la turbulence est la plus forte.

## Dans la fiction

### Films
- Dans le film Presque célèbre (Cameron Crowe, 2000), l'avion des membres du groupe Stillwater est pris dans d'impressionnantes turbulences qui déclenche une série de confessions et de révélations aboutissant à l'explosion du groupe.
- Un geste d'affection de Peter vis-à-vis d'Emma durant des turbulences fait réaliser à cette dernière que Peter est l'amour de sa vie dans le film I Want You Back (en), comédie romantique dirigée par Jason Orley sur un scénario de Isaac Aptaker sortie en 2022.
- Romaine par moins 30 est un film québéco-français réalisé par Agnès Obadia sorti en 2009. Au début du film, l'avion dans lequel se trouve Romaine, en route pour le Montréal, est pris dans de grosses turbulences. Persuadée que l'avion va s'écraser, Romaine révèle à son compagnon Justin toutes les rancœurs qu'elle a accumulées en trois ans de vie commune. Une fois arrivé à destination, Justin, qui avait prévu une escapade romantique, abandonne Romaine seule au Québec.